# Шахдол – Фулпур
Шахдол – Фулпур – газопровід, споруджений для видачі продукції з кількох ділянок у штаті Мадг'я-Прадеш.
В 2010-х роках компанія Reliance Industries Ltd розпочала видобуток метану вугільних пластів на південному сході Мадг'я-Прадеш у окрузі Шахдол (з очікуваним плато видобутку на рівні 3,2 млн м3 на добу). Для видачі цієї продукції в 2017-му ввели в дію трубопровід завдовжки 304 км та діаметром 400 мм, роботу якого забезпечує компресорна станція Шахдол.
Кінцевим пунктом трубопроводу став Фулпур в штаті Уттар-Прадеш. Тут працює великий завод азотної хімії, який десятиліттям раніше перевели на живлення природним газом із трубопроводу Віджайпур – Фулпур.